# Zitronenfalter

Zitronenfalter ♂, Unterseite

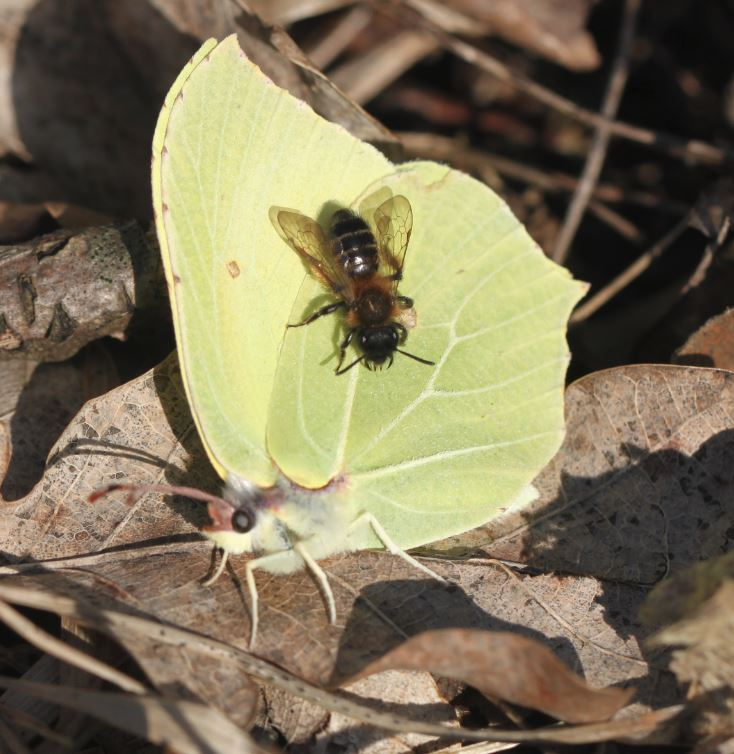
Eine Biene verwechselt offenbar einen Zitronenfalter mit einer Blüte

Der Zitronenfalter (Gonepteryx rhamni) ist ein Schmetterling (Tagfalter) aus der Familie der Weißlinge (Pieridae). Das Artepitheton leitet sich von Kreuzdorn (Rhamnus) ab, einer Pflanzengattung, deren Blätter den Raupen als Nahrung dienen. Der Zitronenfalter war in Deutschland das Insekt des Jahres 2002.

## Merkmale
Die Falter erreichen eine Flügelspannweite von 50 bis 55 Millimetern. Sie haben intensiv zitronengelb (Männchen) bzw. blass grünlich-weiß (Weibchen) gefärbte Vorder- und Hinterflügel. Die Weibchen  können auf den ersten Blick mit dem Großen Kohlweißling (Pieris brassicae) verwechselt werden, jedoch kann man sie anhand der charakteristischen Flügelform gut voneinander unterscheiden. Alle vier Flügel der Zitronenfalter sind an den Spitzen deutlich zugespitzt. Beide Geschlechter haben je einen orangen Fleck auf ihren Flügeloberseiten, auf den Unterseiten sind diese bräunlich gefärbt. Die Flügeladern sind deutlich sichtbar und treten stark hervor. Am Flügelansatz, auf der Oberseite des Körpers, dem Kopf und den Fühlern sind sie dunkelviolett gefärbt.

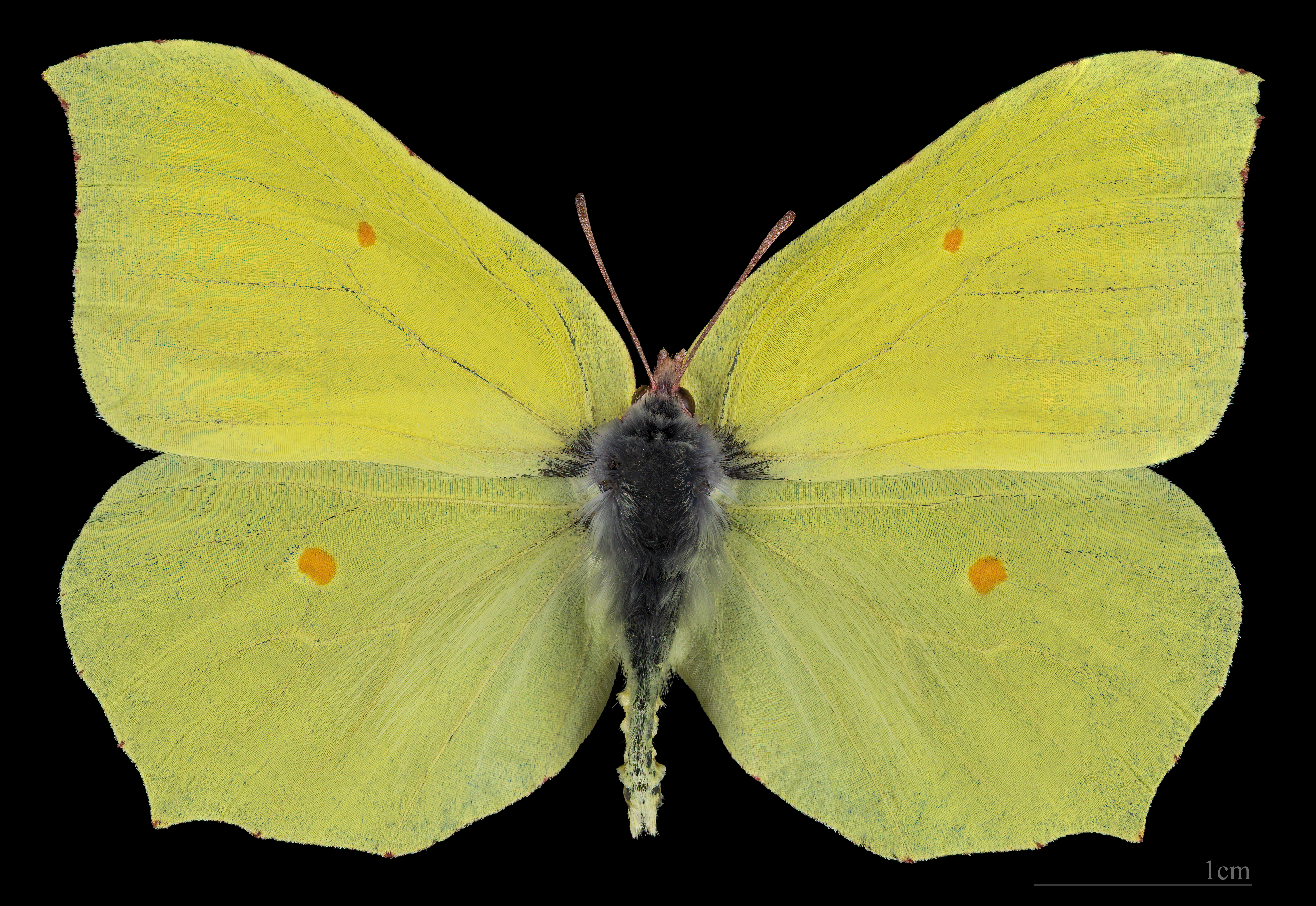
Gonepteryx rhamni ♂
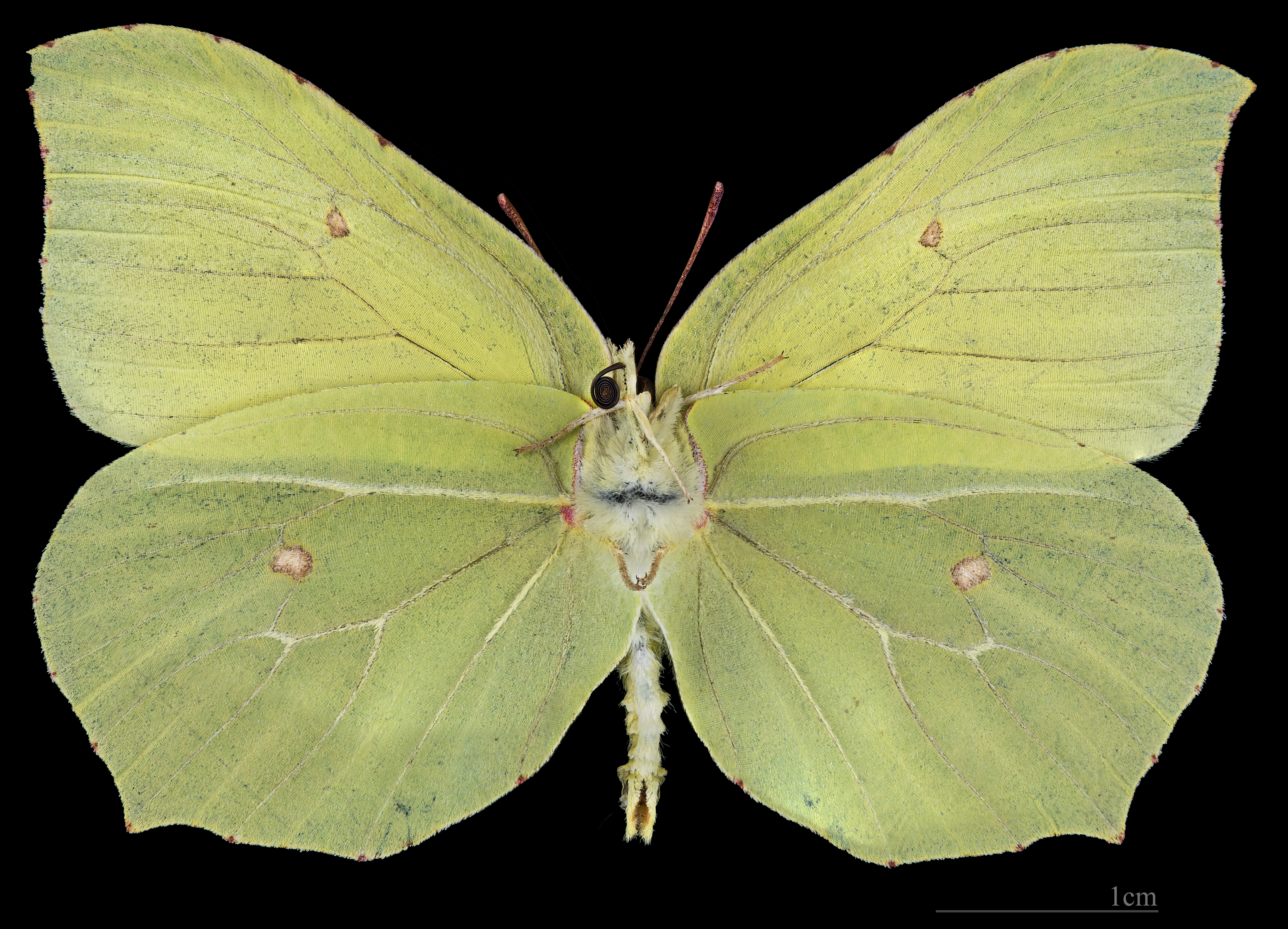
Gonepteryx rhamni ♂  △
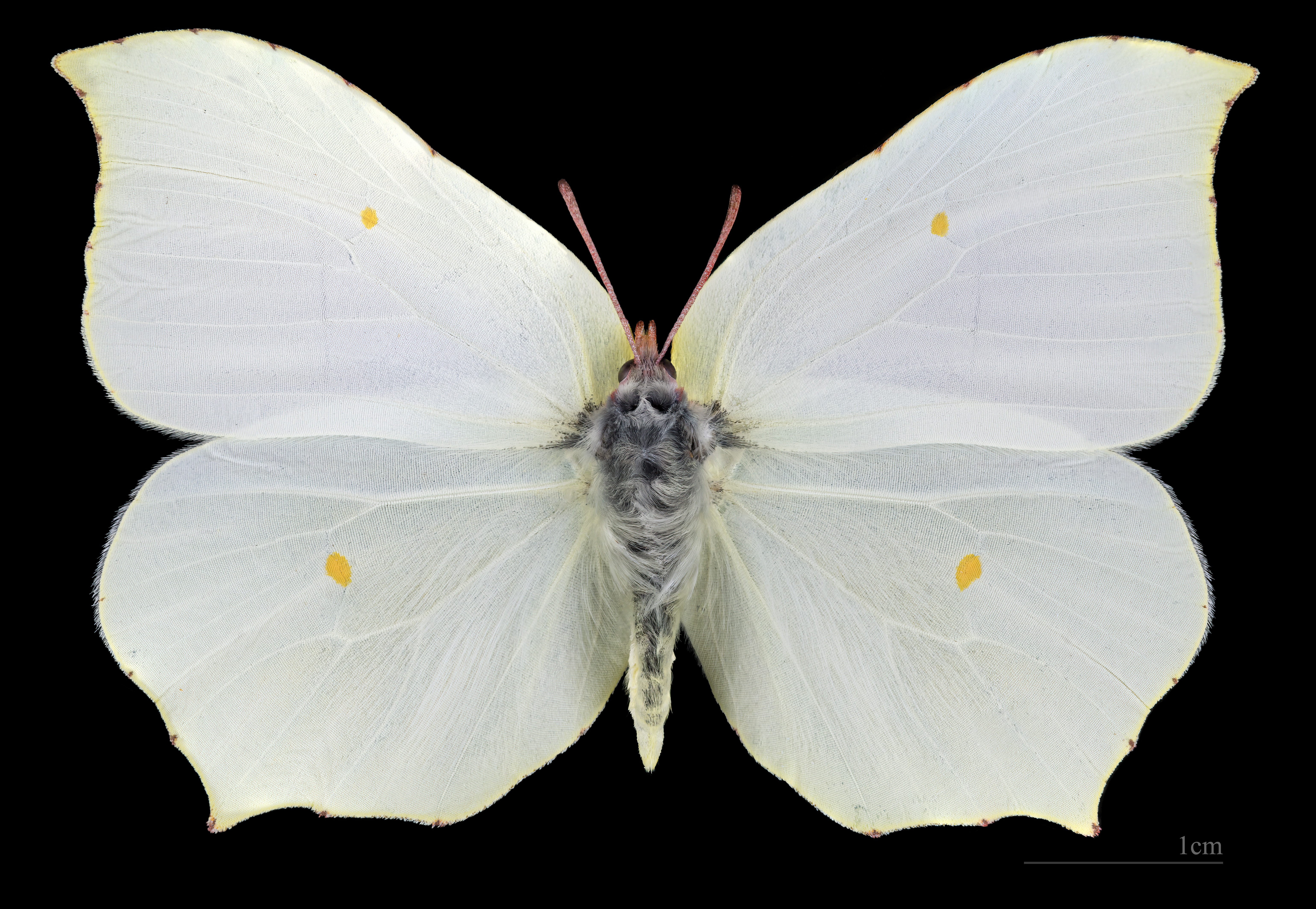
Gonepteryx rhamni ♀
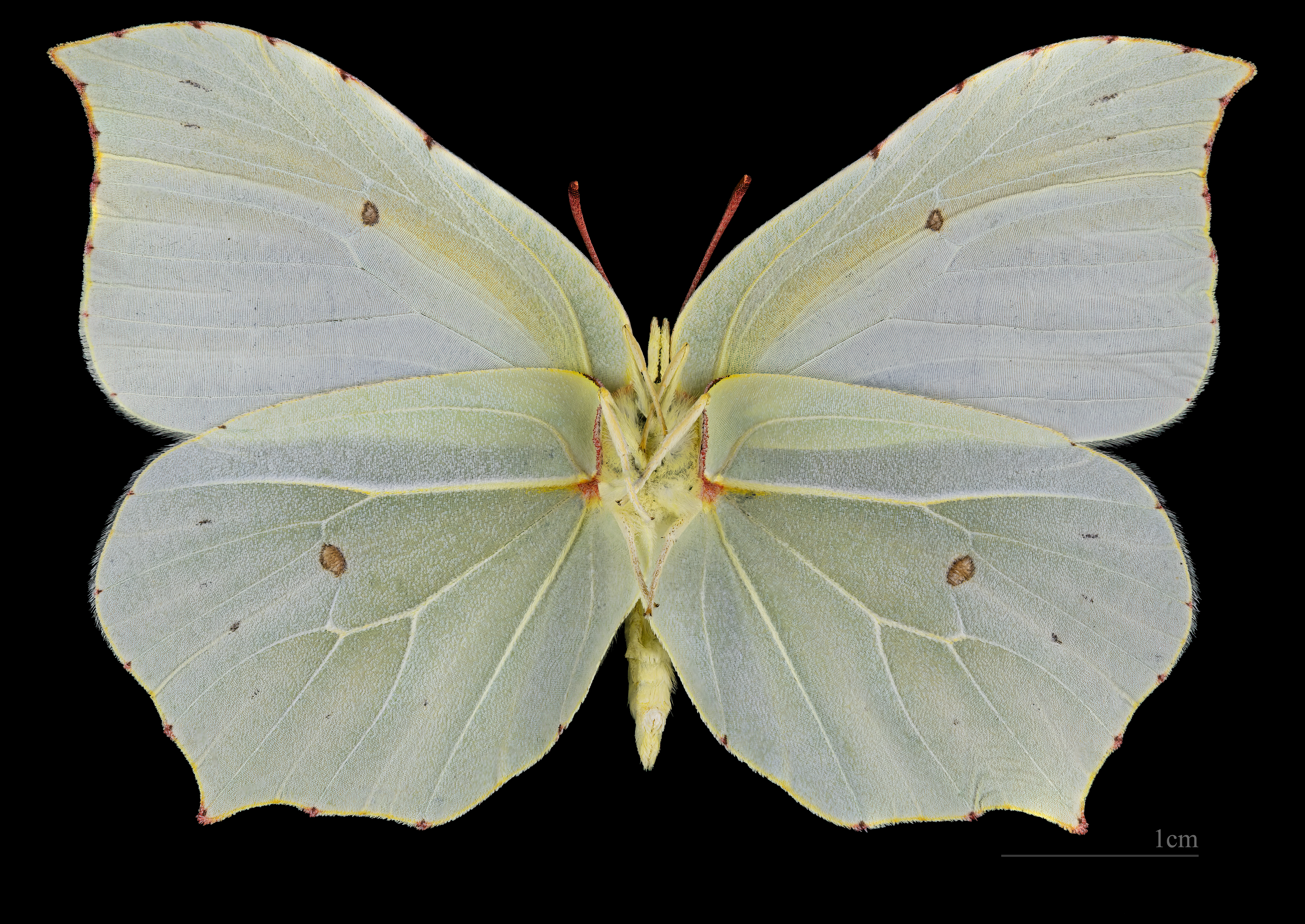
Gonepteryx rhamni ♀ △

Die Raupen sind mattgrün gefärbt, wobei an den Seiten die Färbung schwächer ausgeprägt ist. Über den Beinchen verläuft auf jeder Seite ein heller tiefliegender mattweißer Längsstreifen. Diese Zeichnung, die dem Prinzip der Gegenschattierung folgt, dient der Raupe als Tarnung vor Feinden, wie zum Beispiel Singvögeln.

## Ähnliche Arten
- Mittelmeer-Zitronenfalter, Gonepteryx cleopatra (Linnaeus, 1767)
- Gonepteryx farinosa (Zeller, 1847)
- Großer Kohlweißling, Pieris brassicae (Linnaeus, 1758)
- Gonepteryx chitralensis Moore, 1905

## Vorkommen
Die Tiere kommen im Nordwesten Afrikas, beinahe in ganz Europa, in der Türkei und Zentralasien bis in die Mongolei vor. In Europa sind sie im äußersten Norden von England und Skandinavien und auf Kreta nicht anzutreffen. Man findet sie, je nach Temperatur bis in eine Höhe von 2.800 Metern. Sie leben sowohl in feuchten als auch in trockenen Gebieten, wie Wäldern, Gebüschen in der Nähe von Wäldern und auf sonnigen und grasbewachsenen oder felsigen Hängen mit kargem Strauchwuchs. Angeblich sind sie nicht mehr häufig anzutreffen. Doch auffällige gelegentliche Massenvorkommen, wie sie von einigen anderen europäischen Weißlingen bekannt sind, wurden vom Zitronenfalter nie beobachtet. Die Ablage von Einzeleiern statt Gelegen (wie z. B. beim Großen Kohlweißling) und die nicht sehr häufige Raupenfutterpflanze mögen Gründe dafür sein, dass der Bestand an Zitronenfaltern sich unauffällig konstant hält. Der Zitronenfalter ist „ein Vagabund, der praktisch überall auftauchen kann, wo es Sonne und Blumen gibt“, er ist „kein Kandidat der Roten Liste“.

## Lebensweise
Die Zitronenfalter erreichen eine Lebensdauer von 12 Monaten und haben somit die höchste Lebenserwartung aller mitteleuropäischen Schmetterlinge. Die Flügeloberseiten sind bei lebenden Faltern fast nie zu sehen, da die Tiere in Ruhe sofort ihre Flügel zusammenklappen. Er wärmt sich auf als „seitlicher Absorptionssonner“.
Die Weibchen legen ihre Eier meist einzeln oder paarweise, seltener in Gruppen an die sich öffnenden Knospen ihrer Futterpflanzen. Die Raupen ruhen auf der Mittelrippe der Blattoberseite und sind dort perfekt getarnt. Sie fressen die Blätter vom Rand her nach innen ab. Die Verpuppung erfolgt meist fast waagerecht an Ästchen hängend zu Gürtelpuppen, die wie alle Gürtelpuppen zusätzlich zu dem in einem kleinen Gespinstpolster eingehakten Kremaster mit einem feinen Gürtelfaden befestigt sind. Die Tiere überwintern als einzige mitteleuropäische Schmetterlingsart ohne Schutz als Falter frei in der Vegetation. Entweder sie sitzen dabei auf Zweigen oder zwischen trockenem Laub auf dem Boden, häufiger in den steiflaubig-immergrünen Büschen von Stechpalmen.
Mit Hilfe von Glycerin, Sorbit und Proteinen gelingt es ihnen, den Gefrierpunkt der Körperflüssigkeiten derart zu senken, dass sie Temperaturen von bis zu minus 20 Grad schadlos überstehen können. An warmen Wintertagen können sie kurzzeitig aktiv sein, in der Regel verharren sie aber an ihrem Platz über den ganzen Winter hinweg, sogar wenn sie komplett von Schnee bedeckt werden. Im zeitigen Frühjahr ist der Zitronenfalter dann wieder nicht nur dort aktiv, wo seine Wirtspflanzen wachsen. Die Eiablage findet im April statt. Damit ist der Lebenszyklus des Zitronenfalters abgeschlossen.
Die Raupen ernähren sich vom Laub strauchiger Kreuzdorngewächse wie Faulbaum (Frangula alnus)  und Purgier-Kreuzdorn (Rhamnus cathartica), aber auch von anderen Kreuzdornarten.

### Flug- und Raupenzeiten
Nach ihrer Überwinterung sind die Falter in Mitteleuropa ab März wieder zu beobachten. Die Raupen leben von Mai bis Juni. Die Falter der neuen Generation erscheinen in den gemäßigten Gebieten ab Ende Juni. Während der heißesten Sommerzeit ziehen sich die Falter zu einer längeren Sommer-Diapause (Übersommerung) in Verstecke zurück. Danach sind sie wieder aktiv, bis sie im Spätherbst ihre Überwinterungsstätten aufsuchen.

Lebenszyklus
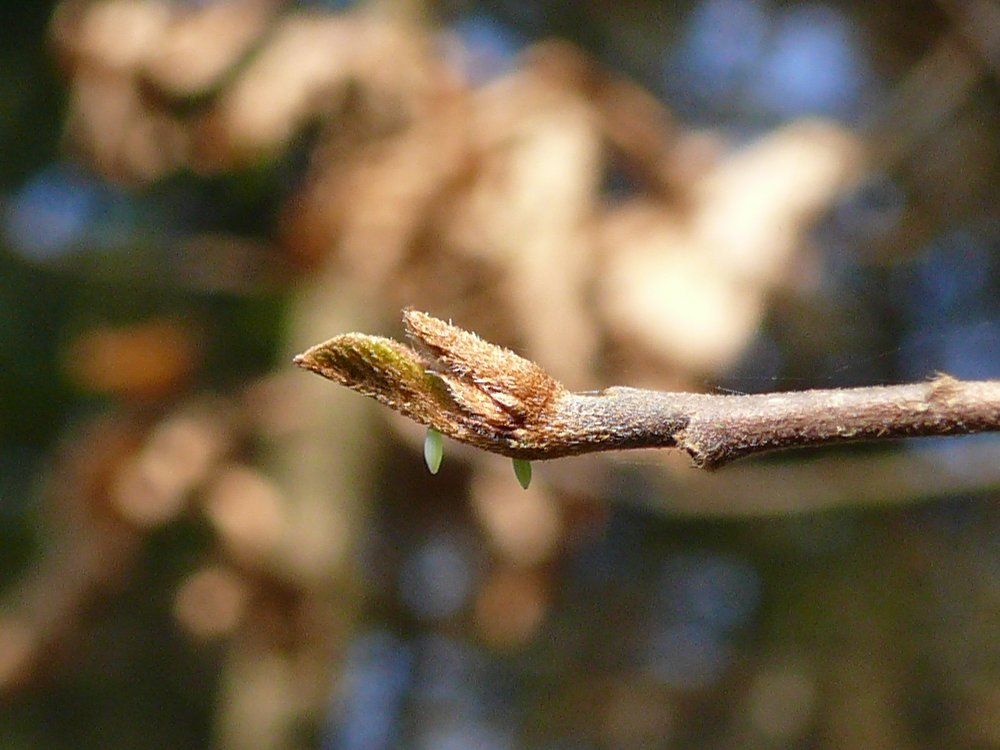
Zitronenfaltereier an Faulbaum (Frangula alnus)
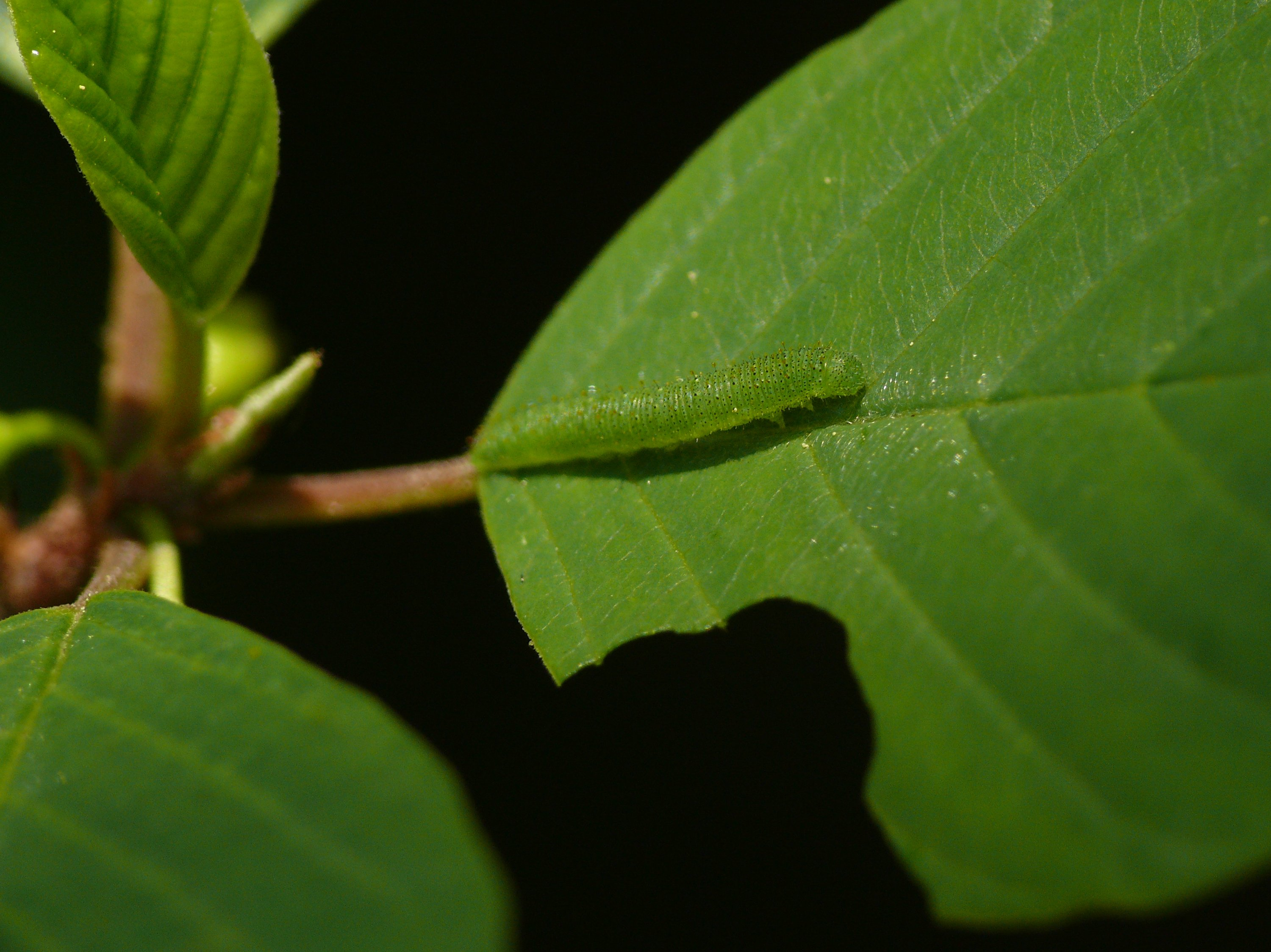
Junge Zitronenfalterraupe an Faulbaum
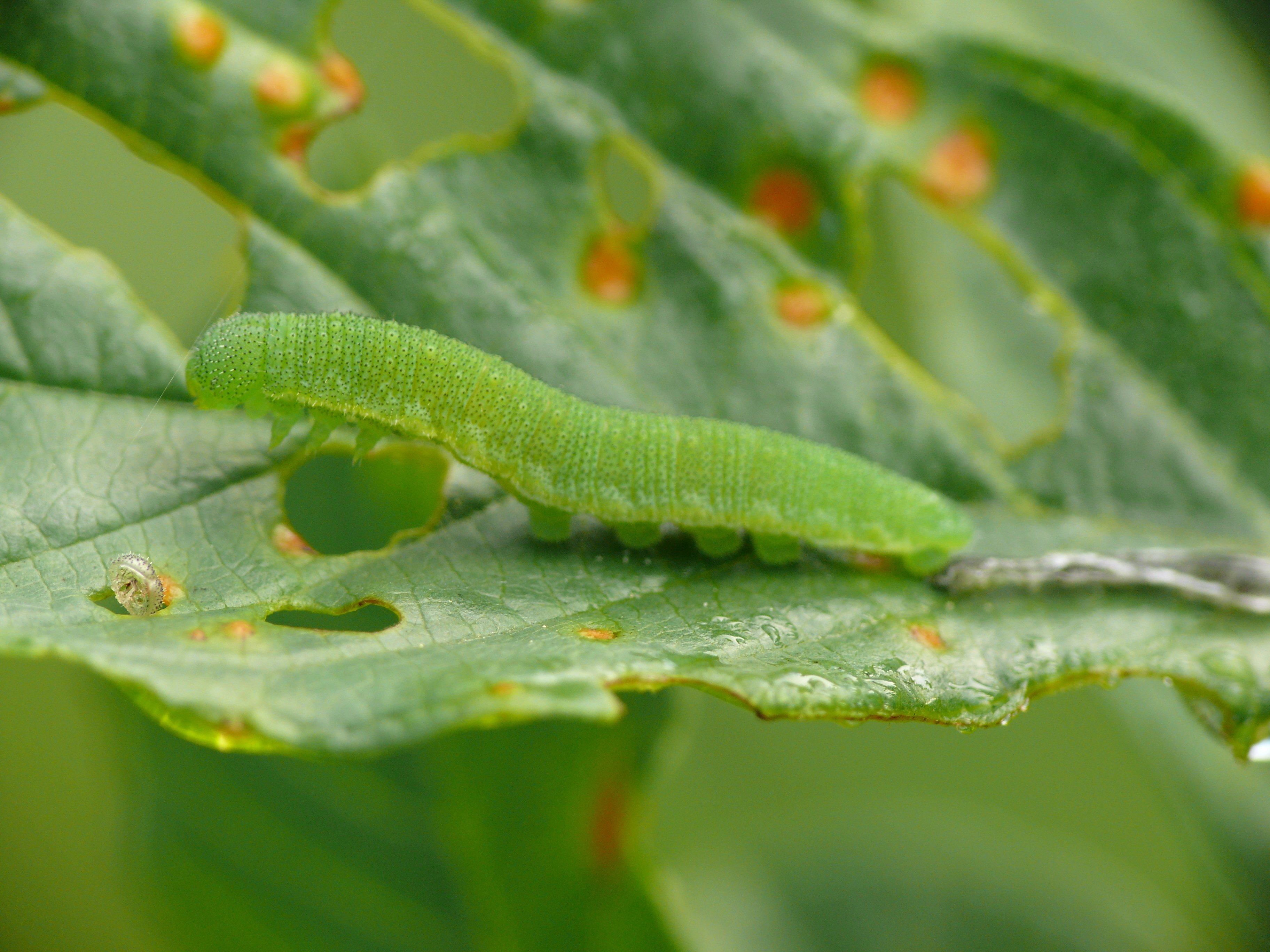
Zitronenfalterraupe nach der Häutung in typischer Ruhestellung in der Blattmitte an Faulbaum
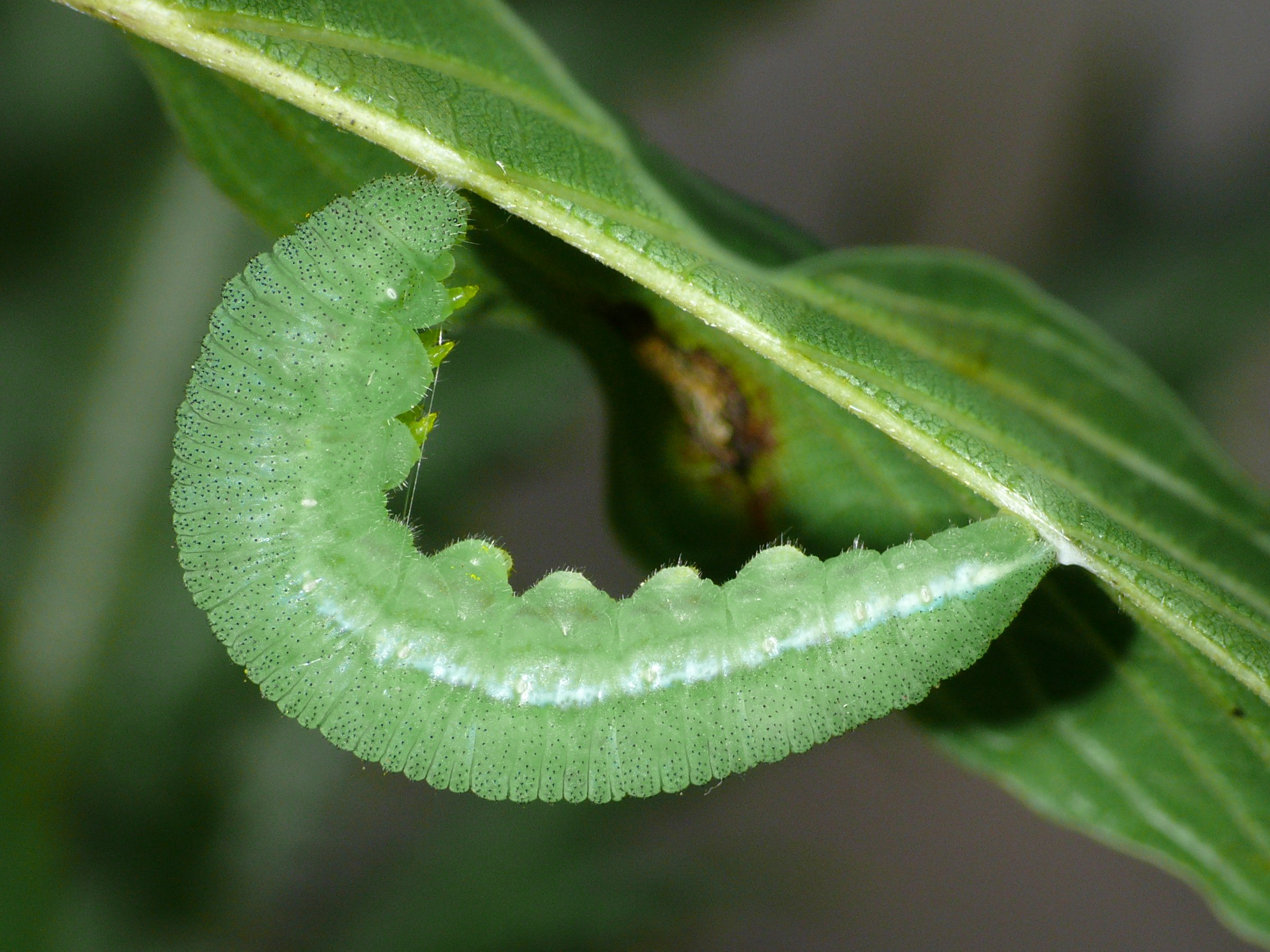
Vorpuppe beim Spinnen des Gürtelfadens
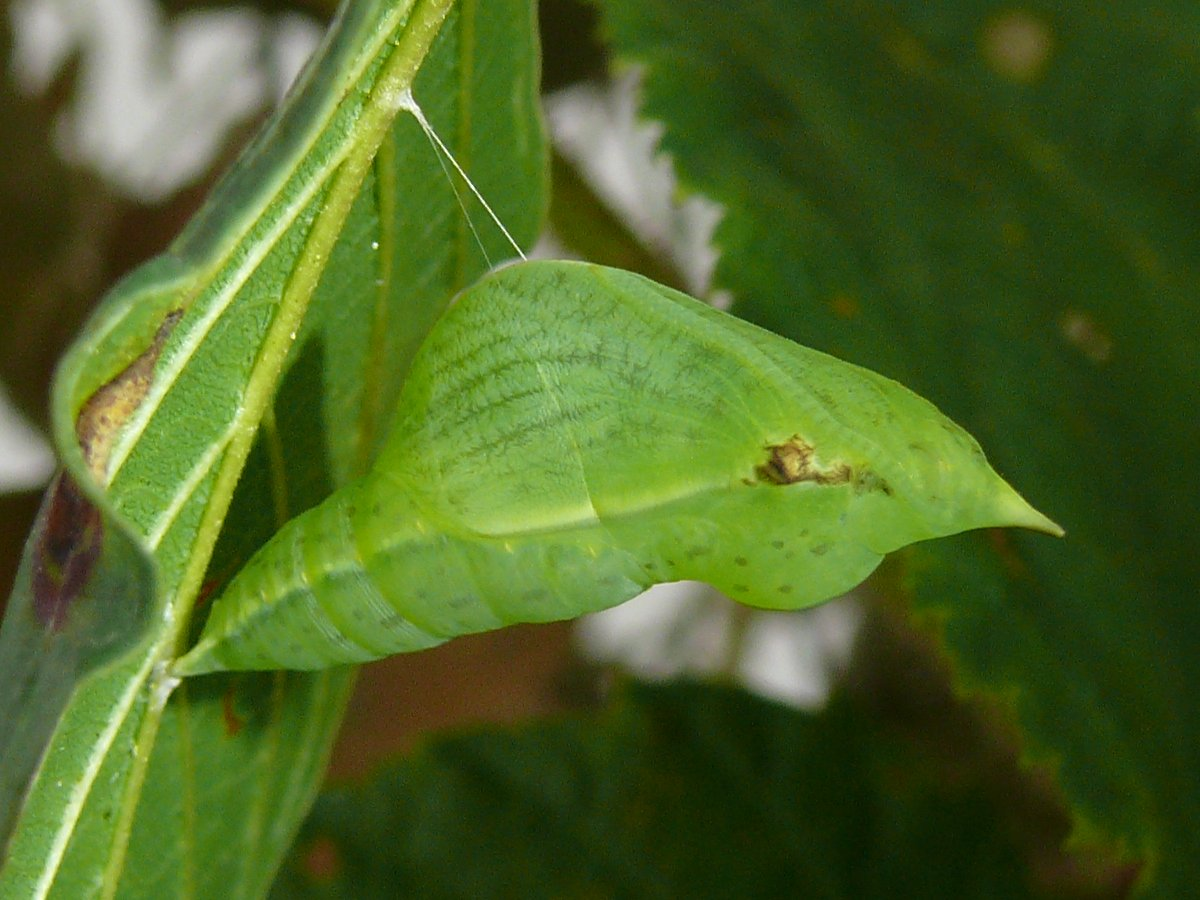
Puppe
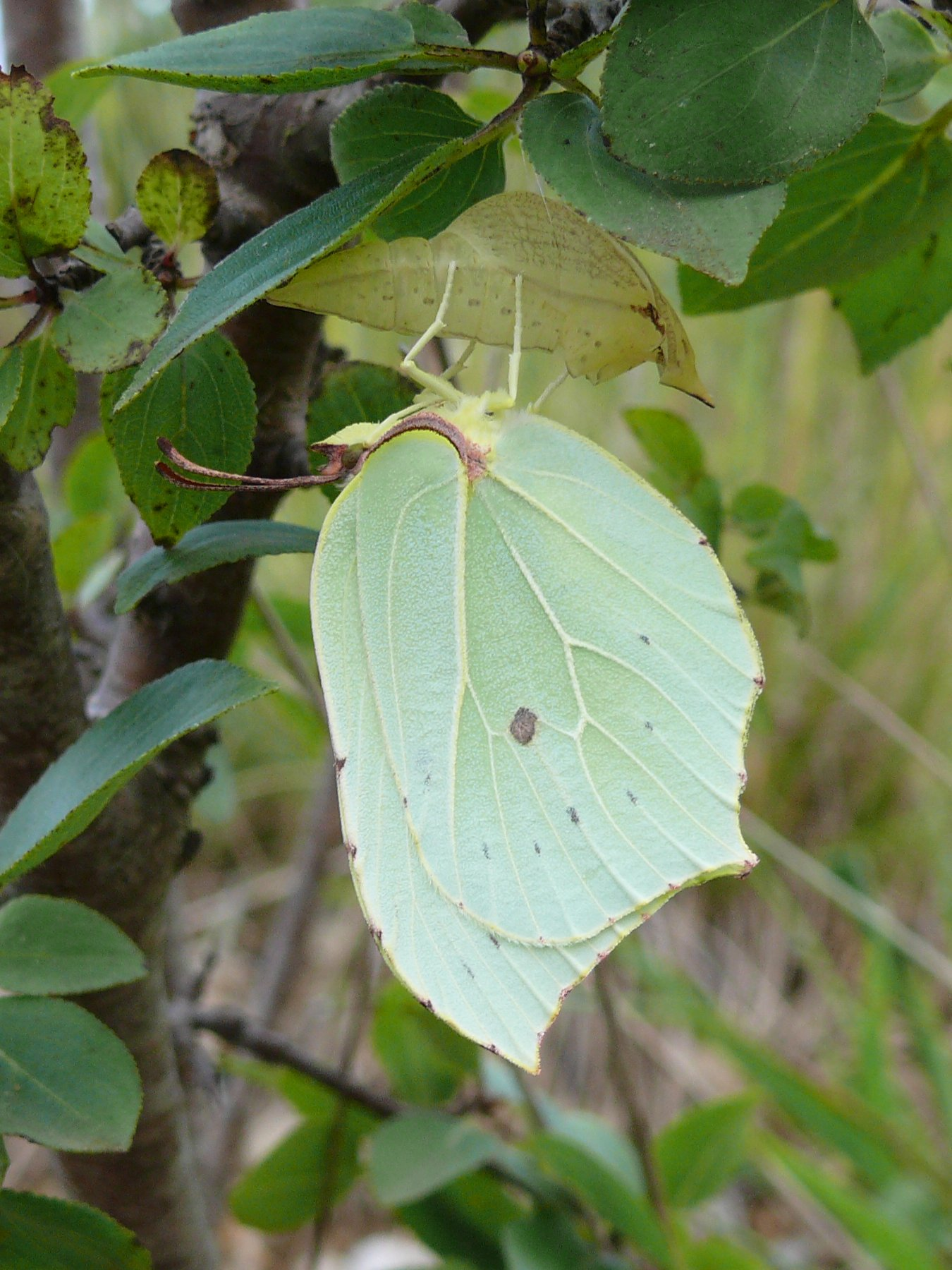
Frisch geschlüpfter Zitronenfalter ♀
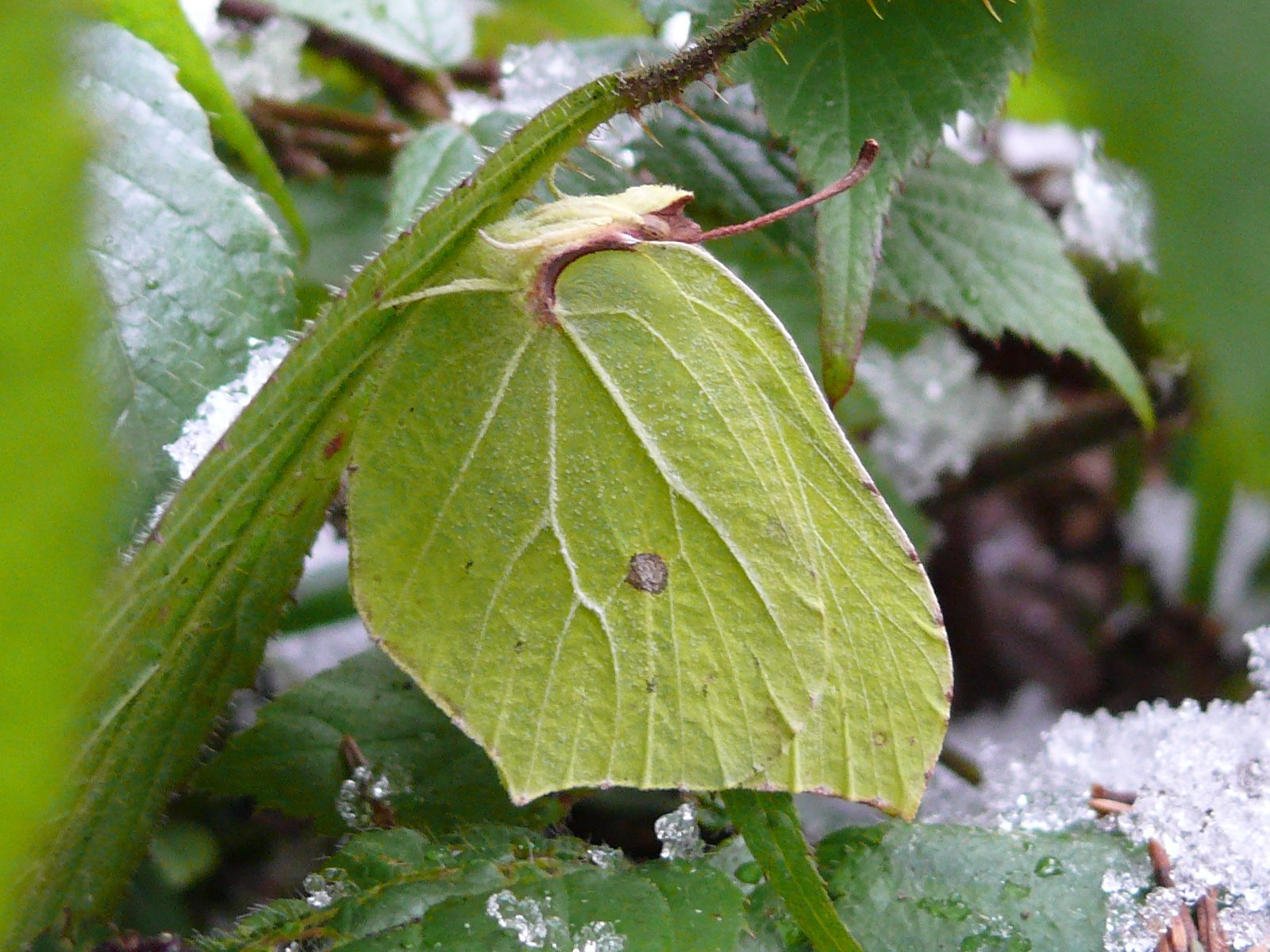
Überwinternder Zitronenfalter ♂
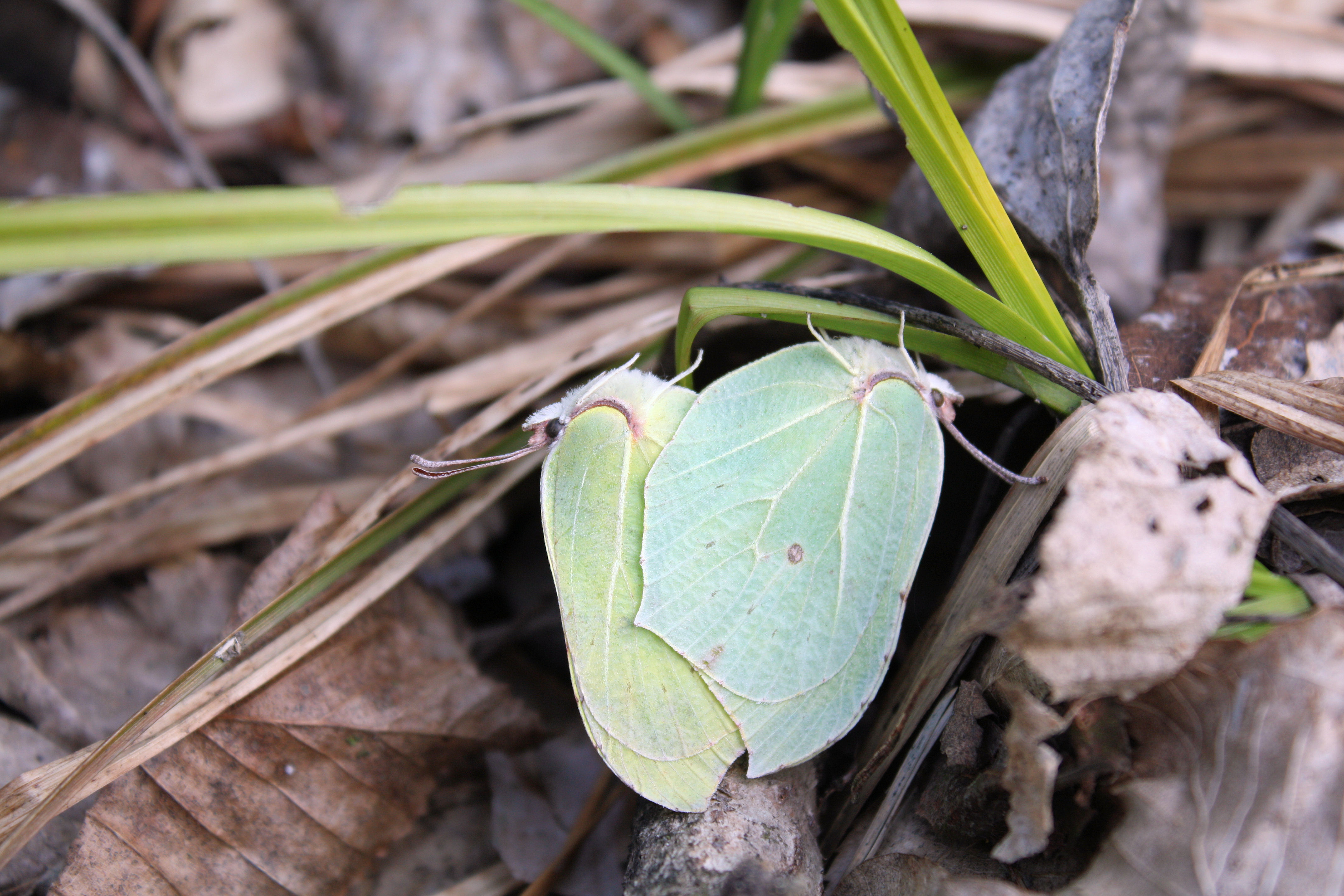
Paarung